# Qualificazioni al campionato mondiale di calcio 1934
Le qualificazioni al Campionato mondiale di calcio del 1934 si tennero fra l'11 giugno 1933 e il 24 maggio 1934. Si iscrissero 32 squadre da tutto il mondo che avrebbero dovuto contendersi i 16 posti disponibili.
Per la prima volta nella storia dei Mondiali, visto l'alto numero di squadre iscritte, venne prevista una fase di qualificazione. Curiosamente, per la prima e ultima volta nella storia dei Mondiali, anche il Paese organizzatore (l'Italia) dovette affrontare la fase di qualificazione. I campioni in carica dell'Uruguay, invece, rifiutarono di prendere parte al torneo in risposta alle numerose defezioni europee al torneo di quattro anni prima. Molte partite non furono disputate per il ritiro di alcune nazionali o perché ininfluenti ai fini della qualificazione alla fase finale. In definitiva furono 27 le squadre che disputarono almeno un incontro valido per le qualificazioni.

## Formula
Le 32 squadre vennero divise in 12 gruppi, basati su criteri geografici: i primi otto gruppi sarebbero stati destinati alle squadre europee (21 nazionali per 12 posti), i gruppi 9 e 10 a quelle dell'America meridionale (4 squadre per 2 posti), il gruppo 11 alle formazioni dell'America settentrionale, dell'America centrale e dei Caraibi (4 squadre per 1 posto) e il gruppo 12 alle formazioni africane e asiatiche (3 squadre per 1 posto).
| Gruppo 1                         | Gruppo 2                           | Gruppo 3          | Gruppo 4                        | Gruppo 5                               | Gruppo 6                                  |
| -------------------------------- | ---------------------------------- | ----------------- | ------------------------------- | -------------------------------------- | ----------------------------------------- |
| - Estonia - Lituania - Svezia    | - Spagna - Portogallo              | - Grecia - Italia | - Austria - Bulgaria - Ungheria | - Cecoslovacchia - Polonia             | - Jugoslavia - Romania - Svizzera         |
| Gruppo 7                         | Gruppo 8                           | Gruppo 9          | Gruppo 10                       | Gruppo 11                              | Gruppo 12                                 |
| - Belgio - Irlanda - Paesi Bassi | - Francia - Germania - Lussemburgo | - Brasile - Perù  | - Argentina - Cile              | - Cuba - Haiti - Messico - Stati Uniti | - Egitto - Mandato di Palestina - Turchia |

I 12 gruppi avevano regole diverse per la qualificazione:
- i gruppi 1, 6, 7, 8 e 12 erano strutturati come gironi all'italiana;
- i gruppi 2, 3, 5, 9 e 10 erano strutturati come gara A/R fra le due partecipanti;
- il gruppo 4 era strutturato come gara A/R fra le tre partecipanti;
- il gruppo 11 era strutturato su tre fasi di tre partite ciascuna.

## Risultati

### Gruppo 1 (Europa)
Il gruppo 1 fu strutturato come girone all'italiana. Si qualificava la prima classificata.
L'incontro fra Estonia e Lituania non fu disputato perché entrambe le squadre erano già matematicamente eliminate dopo le prime due partite.
| Pos | Squadra  | P.ti | G | V | N | P | GF | GS | DR |
| --- | -------- | ---- | - | - | - | - | -- | -- | -- |
| 1   | Svezia   | 4    | 2 | 2 | 0 | 0 | 8  | 2  | +6 |
| 2   | Lituania | 0    | 1 | 0 | 0 | 1 | 0  | 2  | -2 |
| 3   | Estonia  | 0    | 1 | 0 | 0 | 1 | 2  | 6  | -4 |

| Arbitro: | Randers-Johansen |

|                                                                                   |           |                      |
| Tipner 7’ (aut.) L. Bunke 10’ Ericsson 13’, 70’ T. Bunke 43’ Andersson 79’ (rig.) | Marcatori | 47’ Kass 61’ Kuremaa |

| Arbitro: | Silber |

|  |           |                  |
|  | Marcatori | 55’, 63’ Hansson |

### Gruppo 2 (Europa)
Il gruppo 2 fu strutturato come gara A/R.
| Squadra 1 | Totale | Squadra 2  | Andata | Ritorno |
| --------- | ------ | ---------- | ------ | ------- |
| Spagna    | 11-1   | Portogallo | 9-0    | 2-1     |

| Arbitro: | van Praag |

|                                                                                   |           |  |
| González 3’ Lángara 13’, 14’ (rig.), 46’, 71’, 85’ Regueiro 65’, 70’ Vantolrá 68’ | Marcatori |  |

| Arbitro: | van Praag |

|           |           |                  |
| Silva 10’ | Marcatori | 12’, 25’ Lángara |

### Gruppo 3 (Europa)
Il gruppo 3 fu strutturato come gara A/R.
La Grecia si ritirò dopo la partita di andata, pertanto la partita di ritorno non fu disputata.
| Squadra 1 | Totale | Squadra 2 | Andata | Ritorno |
| --------- | ------ | --------- | ------ | ------- |
| Italia    | 4-0    | Grecia    | 4-0    | n.d.    |

| Arbitro: | Mercet |

|                                         |           |  |
| Guarisi 40’ Meazza 44’, 71’ Ferrari 69’ | Marcatori |  |

### Gruppo 4 (Europa)
Il gruppo 4 fu strutturato come girone A/R. Si qualificavano le prime due classificate.
La Bulgaria si ritirò dopo i primi tre incontri, pertanto le restanti partite non furono disputate.
| Pos | Squadra  | P.ti | G | V | N | P | GF | GS | DR  |
| --- | -------- | ---- | - | - | - | - | -- | -- | --- |
| 1   | Ungheria | 4    | 2 | 2 | 0 | 0 | 8  | 2  | +6  |
| 2   | Austria  | 2    | 1 | 1 | 0 | 0 | 6  | 1  | +5  |
| 3   | Bulgaria | 0    | 3 | 0 | 0 | 3 | 3  | 14 | -11 |

| Arbitro: | Xifandu |

|               |           |                                                  |
| Baikushev 27’ | Marcatori | 29’ Sárosi 61’ (rig.) Szabó 88’ Toldi 89’ Markos |

| Arbitro: | Cejnar |

|                                                           |           |              |
| Horvath 19’, 22’, 33’ Zischek 59’ Viertl 62’ Sindelar 67’ | Marcatori | 55’, Lozanov |

| Arbitro: | Frankenstein |

|                              |           |             |
| Szabó 9’, 58’ Solti 60’, 73’ | Marcatori | 27’ Todorov |

### Gruppo 5 (Europa)
Il gruppo 5 fu strutturato come gara A/R.
La partita di ritorno, prevista per il 15 aprile 1934 a Praga, non fu disputata perché il Governo polacco impedì alla propria nazionale di uscire dal Paese per ragioni politiche (Zaolzie).
| Squadra 1 | Totale | Squadra 2      | Andata | Ritorno |
| --------- | ------ | -------------- | ------ | ------- |
| Polonia   | 1-2    | Cecoslovacchia | 1-2    | n.d.    |

| Arbitro: | Xifandu |

|                    |           |                       |
| Martyna 52’ (rig.) | Marcatori | 37’ Silný 78’ Pelcher |

### Gruppo 6 (Europa)
Il gruppo 6 fu strutturato come girone all'italiana. Si qualificavano le prime due classificate.
L'incontro fra Svizzera e Romania (finito 2-2) fu assegnato agli svizzeri a tavolino su decisione della FIFA, perché la Romania disputò la partita con un giocatore non schierabile.
| Pos | Squadra    | P.ti | G | V | N | P | GF | GS | DR |
| --- | ---------- | ---- | - | - | - | - | -- | -- | -- |
| 1   | Svizzera   | 3    | 2 | 1 | 1 | 0 | 4  | 2  | +2 |
| 2   | Romania    | 2    | 2 | 1 | 0 | 1 | 2  | 3  | -1 |
| 3   | Jugoslavia | 1    | 2 | 0 | 1 | 1 | 3  | 4  | -1 |

| Arbitro: | Beranek |

|                           |           |                        |
| Kragić 50’ Marjanović 61’ | Marcatori | 76’ Frigerio 80’ Jäggi |

| Arbitro: | Boekmann |

|                                       |           |                    |
| Hochsträsser 75’ Hufschmid 80’ (rig.) | Marcatori | 18’ Dobay 65’ Sepi |

| Arbitro: | Langenus |

|                        |           |            |
| Schwartz 38’ Dobay 74’ | Marcatori | 71’ Kragić |

### Gruppo 7 (Europa)
Il gruppo 7 fu strutturato come girone all'italiana. Si qualificavano le prime due classificate.
| Pos | Squadra     | P.ti | G | V | N | P | GF | GS | DR |
| --- | ----------- | ---- | - | - | - | - | -- | -- | -- |
| 1   | Paesi Bassi | 4    | 2 | 2 | 0 | 0 | 9  | 4  | +5 |
| 2   | Belgio      | 1    | 2 | 0 | 1 | 1 | 6  | 8  | -2 |
| 3   | Irlanda     | 1    | 2 | 0 | 1 | 1 | 6  | 9  | -3 |

| Arbitro: | Crewe |

|                              |           |                                                            |
| Pa. Moore 27’, 48’, 59’, 75’ | Marcatori | 13’ Capelle 25’ S. van den Eynde 47’, 62’ F. van den Eynde |

| Arbitro: | Ohlsson |

|                                          |           |                           |
| Smit 41’, 85’ Bakhuys 67’, 78’ Vente 83’ | Marcatori | 44’ Squires 57’ Pe. Moore |

| Arbitro: | Rous |

|                              |           |                                     |
| Grimmonprez 51’ Voorhoof 71’ | Marcatori | 60’ Smit 62’, 84’ Bakhuys 64’ Vente |

### Gruppo 8 (Europa)
Il gruppo 8 fu strutturato come girone all'italiana. Si qualificavano le prime due classificate.
L'incontro fra Germania e Francia non fu disputato perché entrambe le squadre erano già matematicamente qualificate dopo le prime due partite.
| Pos | Squadra     | P.ti | G | V | N | P | GF | GS | DR  |
| --- | ----------- | ---- | - | - | - | - | -- | -- | --- |
| 1   | Germania    | 2    | 1 | 1 | 0 | 0 | 9  | 1  | +8  |
| 2   | Francia     | 2    | 1 | 1 | 0 | 0 | 6  | 1  | +5  |
| 3   | Lussemburgo | 0    | 2 | 0 | 0 | 2 | 2  | 15 | -13 |

| Arbitro: | de Wolf |

|            |           |                                                                             |
| Mengel 27’ | Marcatori | 3’, 36’, 56’, 90’ Rasselnberg 12’ Wigold 25’ Albrecht 30’, 51’, 53’ Hohmann |

| Arbitro: | Turfkruyer |

|              |           |                                                         |
| Speicher 46’ | Marcatori | 3’ Aston 26’, 67’, 84’, 89’ (rig.) Nicolas 80’ Libérati |

### Gruppo 9 (Sudamerica)
Il gruppo 9 fu strutturato come gara A/R.
Il Perù si ritirò prima di giocare il primo incontro, permettendo al Brasile di ottenere automaticamente la qualificazione.
| Squadra 1 | Totale | Squadra 2 | Andata | Ritorno |
| --------- | ------ | --------- | ------ | ------- |
| Brasile   | rit.   | Perù      | n.d.   | n.d.    |

### Gruppo 10 (Sudamerica)
Il gruppo 10 fu strutturato come gara A/R.
Il Cile si ritirò prima di giocare il primo incontro, permettendo all'Argentina di ottenere automaticamente la qualificazione.
| Squadra 1 | Totale | Squadra 2 | Andata | Ritorno |
| --------- | ------ | --------- | ------ | ------- |
| Argentina | rit.   | Cile      | n.d.   | n.d.    |

### Gruppo 11 (Nordamerica, Centroamerica e Caraibi)
Il gruppo 11 fu strutturato su tre fasi di tre partite ciascuna. Il Messico era automaticamente qualificato alla Seconda Fase, mentre gli Stati Uniti erano automaticamente qualificati alla Terza Fase.
A causa di una serie di ritardi accumulati la Terza Fase fu trasformata in una gara unica disputata sul campo neutro dello Stadio Nazionale del P.N.F. poco prima dell'inizio del torneo.

#### Prima Fase
| Squadra 1 | Totale | Squadra 2 | Gara 1 | Gara 2 | Gara 3 |
| --------- | ------ | --------- | ------ | ------ | ------ |
| Haiti     | 2-10   | Cuba      | 1-3    | 1-1    | 0-6    |

| Arbitro: | Williams |

|                       |           |                                           |
| Saint Fort 85’ (rig.) | Marcatori | 20’ (rig.) López 61’ Socorro 64’ Martínez |

| Arbitro: | Williams |

|                       |           |           |
| Saint Fort 25’ (rig.) | Marcatori | 85’ López |

| Arbitro: | Williams |

|  |           |                                   |
|  | Marcatori | (2) Socorro (2) López Ferrer Soto |

#### Seconda Fase
| Squadra 1 | Totale | Squadra 2 | Gara 1 | Gara 2 | Gara 3 |
| --------- | ------ | --------- | ------ | ------ | ------ |
| Messico   | 12-3   | Cuba      | 3-2    | 5-0    | 4-1    |

| Arbitro: | Donaghy |

|                     |           |                |
| Mejía 12’, 14’, 16’ | Marcatori | 40’, 63’ López |

| Arbitro: | Donaghy |

|                                        |           |  |
| Sota 24’ Mejía 31’, 40’, 79’ Rosas 72’ | Marcatori |  |

| Arbitro: | Donaghy |

|                                          |           |           |
| Alonso 32’, 85’ Ruvalcaba 41’ Marcos 60’ | Marcatori | 15’ López |

#### Terza Fase
| Squadra 1   | Risultato | Squadra 2 |
| ----------- | --------- | --------- |
| Stati Uniti | 4-2       | Messico   |

| Arbitro: | Mohammed |

|                            |           |                      |
| Donelli 28’, 32’, 74’, 87’ | Marcatori | 23’ Alonso 75’ Mejía |

### Gruppo 12 (Africa e Asia)
Il gruppo 12 fu strutturato come girone all'italiana. Si qualificava la prima classificata.
La Turchia si ritirò prima di giocare il primo incontro, pertanto il formato del torneo fu cambiato in gara A/R tra Egitto e Mandato di Palestina.
| Pos | Squadra              | P.ti     | G        | V        | N        | P        | GF       | GS       | DR       |
| --- | -------------------- | -------- | -------- | -------- | -------- | -------- | -------- | -------- | -------- |
| 1   | Egitto               | 4        | 2        | 2        | 0        | 0        | 11       | 2        | +9       |
| 2   | Mandato di Palestina | 0        | 2        | 0        | 0        | 2        | 2        | 11       | -9       |
| -   | Turchia              | ritirata | ritirata | ritirata | ritirata | ritirata | ritirata | ritirata | ritirata |

| Arbitro: | Wells |

|                              |           |           |
| Rafai (3) Taha (2) Latif (2) | Marcatori | Nudelmann |

| Arbitro: | Goodsby |

|            |           |                       |
| Suknik 70’ | Marcatori | (2) Rafai Latif Fawzy |

## Squadre qualificate

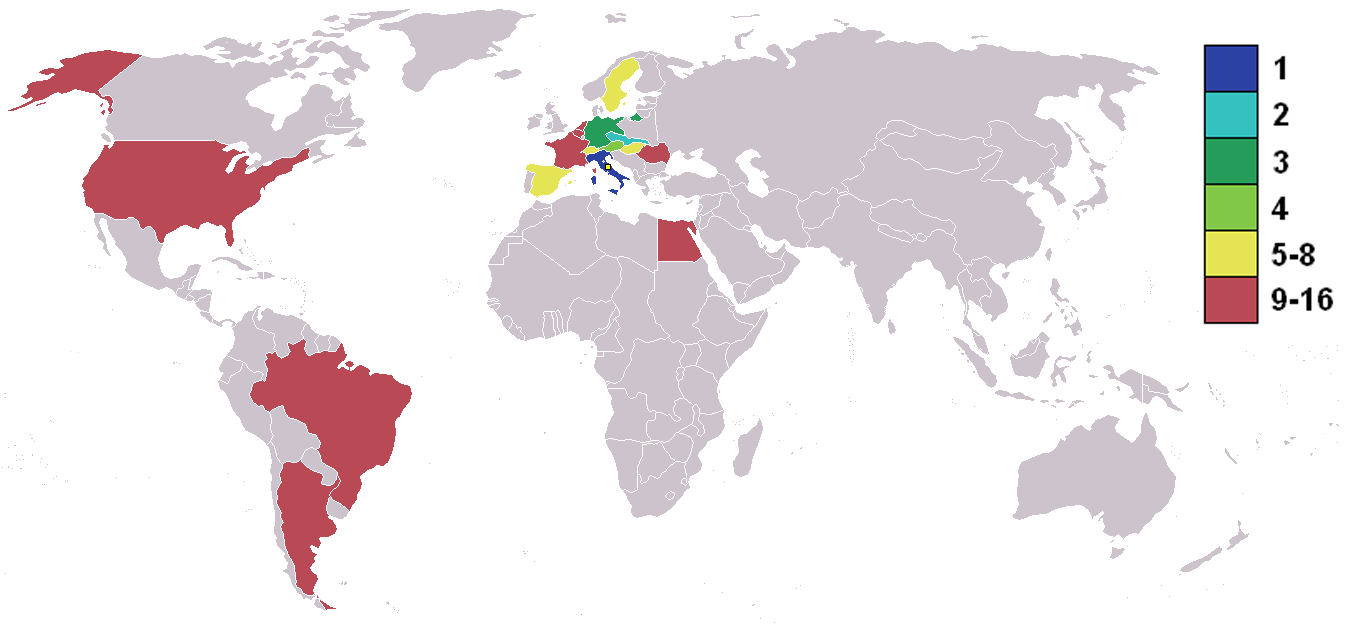
Le nazioni qualificate per il campionato mondiale di calcio del 1934

| Nazione        | Numero di presenze | Numero di presenze consecutive | Ultima apparizione |
| -------------- | ------------------ | ------------------------------ | ------------------ |
| Argentina      | 2                  | 2                              | 1930               |
| Austria        | 1                  | 1                              | esordiente         |
| Belgio         | 2                  | 2                              | 1930               |
| Brasile        | 2                  | 2                              | 1930               |
| Cecoslovacchia | 1                  | 1                              | esordiente         |
| Egitto         | 1                  | 1                              | esordiente         |
| Francia        | 2                  | 2                              | 1930               |
| Germania       | 1                  | 1                              | esordiente         |
| Italia         | 1                  | 1                              | esordiente         |
| Paesi Bassi    | 1                  | 1                              | esordiente         |
| Romania        | 2                  | 2                              | 1930               |
| Spagna         | 1                  | 1                              | esordiente         |
| Stati Uniti    | 2                  | 2                              | 1930               |
| Svezia         | 1                  | 1                              | esordiente         |
| Svizzera       | 1                  | 1                              | esordiente         |
| Ungheria       | 1                  | 1                              | esordiente         |